# Tyne Cot Cemetery
Tyne Cot Cemetery is een Britse militaire begraafplaats met gesneuvelden uit de Eerste Wereldoorlog gelegen in het Belgische dorp Passendale. De begraafplaats ligt 2,1 km ten zuidwesten van het dorpscentrum en 1,7 km ten noorden van Zonnebeke. Er liggen meer gesneuvelden begraven dan op elke andere Britse militaire begraafplaats op het Europese vasteland. De site staat sinds 2023 op de Unesco-Werelderfgoedlijst als onderdeel van inschrijving Begraafplaatsen en herdenkingssites van de Eerste Wereldoorlog (Westelijk Front).

## Beschrijving
Het terrein heeft een oppervlakte van 34.941 m² en de Commonwealth War Graves Commission zorgt voor het onderhoud. De begraafplaats werd ontworpen door Herbert Baker in samenwerking met John Truelove. Een muur van zwarte vuurstenen keien, afgedekt met witte natuursteen, omgeeft hem. Het toegangsgebouw is eveneens uit zwarte vuursteen opgebouwd. Achteraan bevindt zich de halfcirkelvormige Tyne Cot Memorial met de namen van 33.783 vermiste Britse soldaten en, in een afzonderlijke apsis, nog eens 1.176 vermiste Nieuw-Zeelanders.
Aan elk uiteinde van de Memorialmuur staat een paviljoen. Centraal op het terrein bevindt zich het Cross of Sacrifice, gebouwd boven op een bunker die vóór de verovering als Duitse commandopost dienstdeed. De Stone of Remembrance staat achteraan, tussen de Memorial to the missing en het Cross of Sacrifice. Twee bunkers bevinden zich aan de voorzijde van de begraafplaats, twee andere bevinden zich achteraan, onder de paviljoenen langs weerszijden van de Memorialmuur.
In het toegangsgebouw bevindt zich het kastje waarin het register met de namen en de locatie van de graven. Er is ook een Visitors book waarin men een boodschap kan schrijven. Aan de buitenzijde van de ingang hangen drie gedenkplaten in het Nederlands, Frans en Engels. Ze vermelden deze tekst: "Deze grond werd voor eeuwig door de Belgische bevolking aan de geallieerde troepen geschonken, uit dankbaarheid voor hun inzet". Deze begraafplaats is een Open Cemetery, d.w.z. dat er nog stoffelijke resten uit de omringende slagvelden bijgezet kunnen worden. Op 6 november 2018 werden nog drie ongeïdentificeerde doden begraven, twee Australiërs en een Brit.
Er liggen 11.957 doden begraven, waarvan 8.369 niet meer geïdentificeerd konden worden.

## Geschiedenis
Het dorp Passendale was sinds oktober 1914 in Duitse handen. Tijdens de Derde Slag om Ieper, die op 31 juli 1917 begon en op 10 november 1917 eindigde, wilden de geallieerden het dorp heroveren. Na meer dan drie maanden strijd heroverde de 5th Canadian Infantry Brigade Passendale. Na het Duitse lenteoffensief, in het voorjaar van 1918, kwam het dorp opnieuw in Duitse handen. Dit bleef zo tot het Belgische 4de Regiment Carabiniers en Grenadiers het dorp op 29 september 1918 definitief heroverde tijdens het geallieerde eindoffensief.
De naam Tyne Cot(tage) werd door de 50th Northumbrian Division aan een schuurtje gegeven dat te midden van een vijftal Duitse betonnen bunkers stond, langs de weg van Broodseinde naar Passendale. Hiermee verwezen ze naar de huisjes (cottages) langs de Tyne, een rivier in Noord-Engeland die door Northumberland loopt. De grootste bunker werd na de verovering op 4 oktober 1917 door de 3rd Australian Division ingericht als Advanced Dressing Station (medische verbandpost). Tot eind maart 1918 werden hier ook de gesneuvelden begraven. Dit was de start van deze begraafplaats.
Na de oorlog werd de begraafplaats uitgebreid met doden uit de slagvelden rond Langemark en Passendale en door de ontruiming en overbrenging van kleinere begraafplaatsen. Deze waren de: Iberian South Cemetery en Iberian Trench Cemetery in Sint-Juliaan, Kink Corner Cemetery en Levi Cottage Cemetery in Zonnebeke, Oostnieuwkerke German Cemetery in Oostnieuwkerke, Praet-Bosch German Cemetery in Vladslo,  Staden German Cemetery in Staden, Waterloo Farm Cemetery in Passendale en Zonnebeke British Cemetery No.2 in Zonnebeke.
Nu liggen er 8.963 Britten (waaronder 6.627 die niet geïdentificeerd konden worden), 1.369 Australiërs (waaronder 791 ongeïdentificeerde), 1.011 Canadezen (waaronder 560 niet-geïdentificeerde), 520 Nieuw-Zeelanders (waaronder 322 niet-geïdentificeerde), 90 Zuid-Afrikanen (waaronder 66 niet geïdentificeerde) en een geïdentificeerde en drie niet-geïdentificeerde Duitsers. Onder de geallieerde slachtoffers zijn ook een Zwitser, drie Japanners en zestien Amerikanen. Voor 38 Britten, 27 Canadezen, vijftien Australiërs en een Nieuw-Zeelander werden Special Memorials opgericht omdat men hun graven niet meer kon lokaliseren en waarvan men aanneemt dat ze zich onder de ongemarkeerde graven bevinden. Zestien Britten en een Nieuw-Zeelander worden eveneens herdacht met Special Memorials omdat ze oorspronkelijk op andere begraafplaatsen waren begraven maar hun graven door oorlogsgeweld vernield werden.
In 2002 werd de begraafplaats als monument beschermd door Vlaanderen. In 2023 werd ze erkend als UNESCO werelderfgoed. 

## Graven
- James Foster Riddell, brigadegeneraal bij de Generale Staf is de hoogste in rang op deze begraafplaats. Hij stierf op 26 april 1915 op de leeftijd van 52 jaar.
- Soldaat John Nicholas Crowley van het 34th Bn, Australian Infantry stierf op 12 oktober 1917 en is met zijn 52 jaar de oudste gesneuvelde soldaat op deze begraafplaats.
- Richard Verhaeghe, korporaal bij het 5nd Bn, Canadian Mounted Rifles was een Belgische immigrant met Canadese nationaliteit. Hij was drager van de Military Medal (MM) en sneuvelde op 30 of 31 oktober 1917 bij een gasaanval tijdens de slag om Passendale (de Derde Slag om Ieper).

### Onderscheiden militairen
- Kapitein Clarence Smith Jeffries van het 34th Battalion Australian Infantry, sneuvelde op 12 oktober 1917 tijdens een succesvolle aanval waarbij hij twee machinegeweren uitschakelde en 30 Duitsers als krijgsgevangenen afvoerde. Hij ontving hiervoor het Victoria Cross (VC). Hij was 23 jaar oud.
- Sergeant Lewis McGee van het 40th Battalion Australian Infantry kreeg het Victoria Cross (VC) voor zijn koelbloedig en moedig leiden van zijn peloton bij het veroveren van een vijandelijke bunker en het eigenhandig uitschakelen van de bemanning. Hij sneuvelde op 12 oktober 1917 tijdens een latere actie. Hij was 29 jaar oud.
- Soldaat James Peter Robertson van het 27th (Manitoba) Battalion Canadian Infantry. Op 6 november 1917 wilde hij na een eerder geslaagde actie, waarbij hij met zijn peloton een vijandelijke machinegeweerpost veroverd had, twee zwaar gewonde makkers onder hevig vijandelijk vuur in veiligheid brengen. Hij sneuvelde bij het terugbrengen van de tweede man. Hij was 35 jaar. Hiervoor werd hem het Victoria Cross (VC) toegekend.
- Frederick William Orby Maycock, majoor bij het Suffolk Regiment werd onderscheiden met de Distinguished Service Order (DSO).
- 18 officieren werden onderscheiden met het Military Cross (MC).
- 23 militairen werden onderscheiden met de Distinguished Conduct Medal (DCM).
- 80 militairen werden onderscheiden met de Military Medal (MM).

Op het "Memorial to the missing" staan nog drie dragers van het Victoria Cross (VC) vermeld:
- Philip Eric Bent, Luitenant-kolonel bij het Leicestershire Regiment 9th Bn is ook drager van de Distinguished Service Order (DSO). Hij sneuvelde op 1 oktober 1917 in de leeftijd van 26 jaar.
- Korporaal William Clamp van het 6th Bn. Yorkshire Regiment sneuvelde op 9 oktober 1917. Hij werd 26 jaar.
- Korporaal Ernest Seaman van het 2nd Bn. Royal Inniskilling Fusiliers sneuvelde op 29 september 1918. Hij werd 25 jaar.

### Minderjarige militairen
- de soldaten Alexander Barter van het Royal Newfoundland Regiment, F.C. Sedge van het Queen's Own (Royal West Kent Regiment) en Ernest J. Woodroffe waren 17 toen zij sneuvelden.

### Aliassen
Er liggen dertien militairen die onder een alias dienst namen:
- sergeant James P. Brett als James Procter bij het Canterbury Regiment, N.Z.E.F..
- korporaal R.V. Hollidge als Richard V. Holland bij de Princess Patricia's Canadian Light Infantry (Eastern Ontario Regiment).
- kanonnier H.H. Caswell als H. Marshall bij de Royal Field Artillery.
- kanonnier Arthur Pearson als A. Smith bij de Canadian Field Artillery.
- soldaat Thomas G. Humm als T.G. Hunt bij het Gloucestershire Regiment.
- soldaat Clifford Hibbs als C. Goodwin bij de Australian Infantry, A.I.F..
- soldaat Valentine Bee als F. Freeman bij het Gloucestershire Regiment.
- soldaat Daniel Battey als J. Barret bij het West Yorkshire Regiment (Prince of Wales's Own).
- soldaat John Ring als R. Pollard bij de Royal Fusiliers.
- soldaat Ernest W. Isaac als W. McLean bij de Canadian Infantry.
- soldaat Stephen P. Devine als Stephen P. Ryan bij de Australian Infantry, A.I.F..
- soldaat Frederick J. Sutton als Frederick Smith bij de Australian Infantry, A.I.F..
- pionier William Barry als U. Parr bij de Australian Engineers.

## Overige informatie
- Tyne Cot ontvangt jaarlijks ongeveer 200.000 bezoekers. Om dit in goede banen te leiden werd in 2006 achter de begraafplaats een bezoekerscentrum en parkeerplaats ingericht. Op deze manier wordt men langs de achterkant van de begraafplaats via de buitenzijde rondgeleid tot aan de ingang aan de voorkant.
- In 1922 bezocht Koning George V de begraafplaats en stelde voor om het Cross of Sacrifice boven op de grootste betonnen bunker te plaatsen.

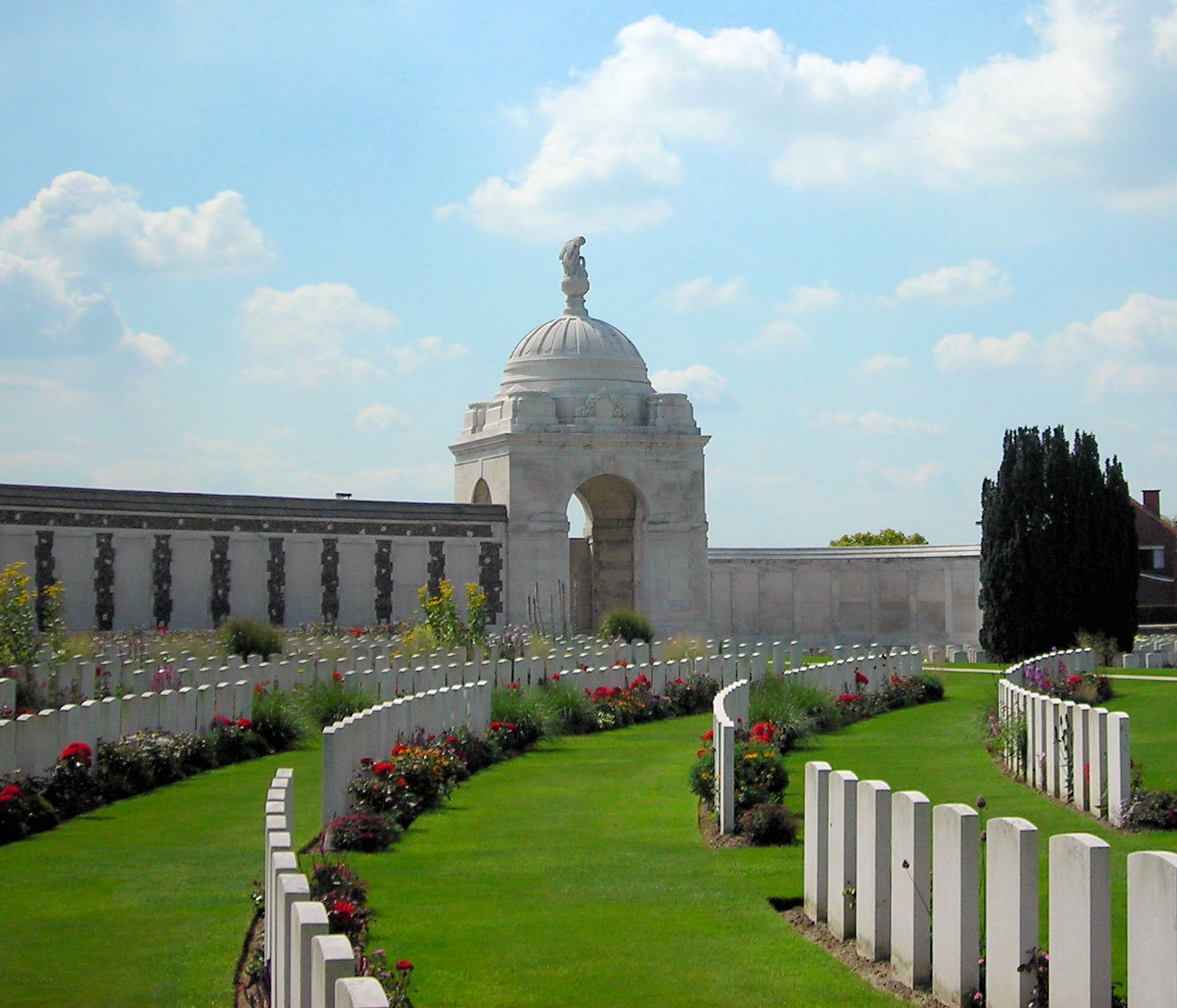
Beeld van Tyne Cot Cemetery
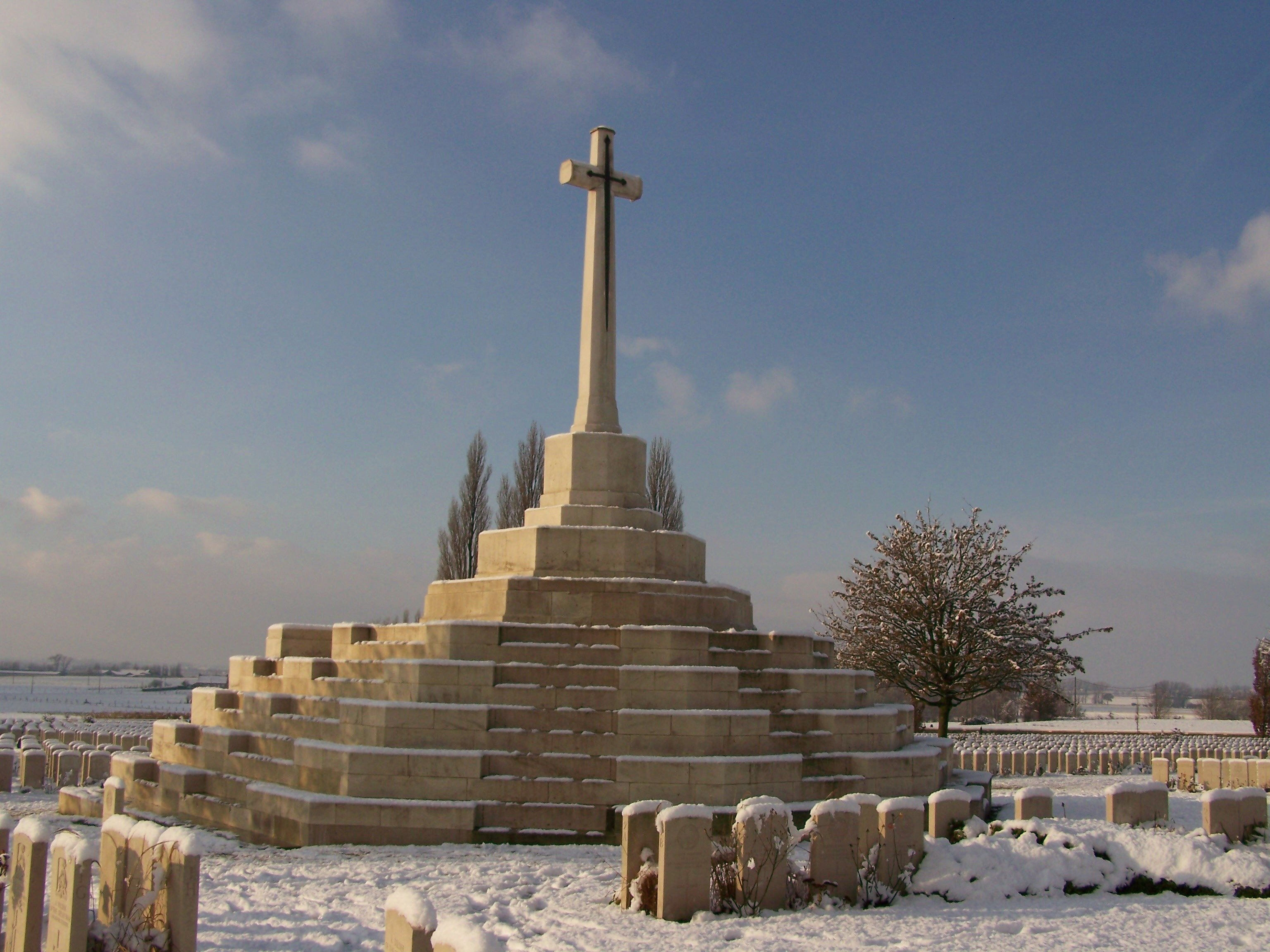
Cross of Sacrifice
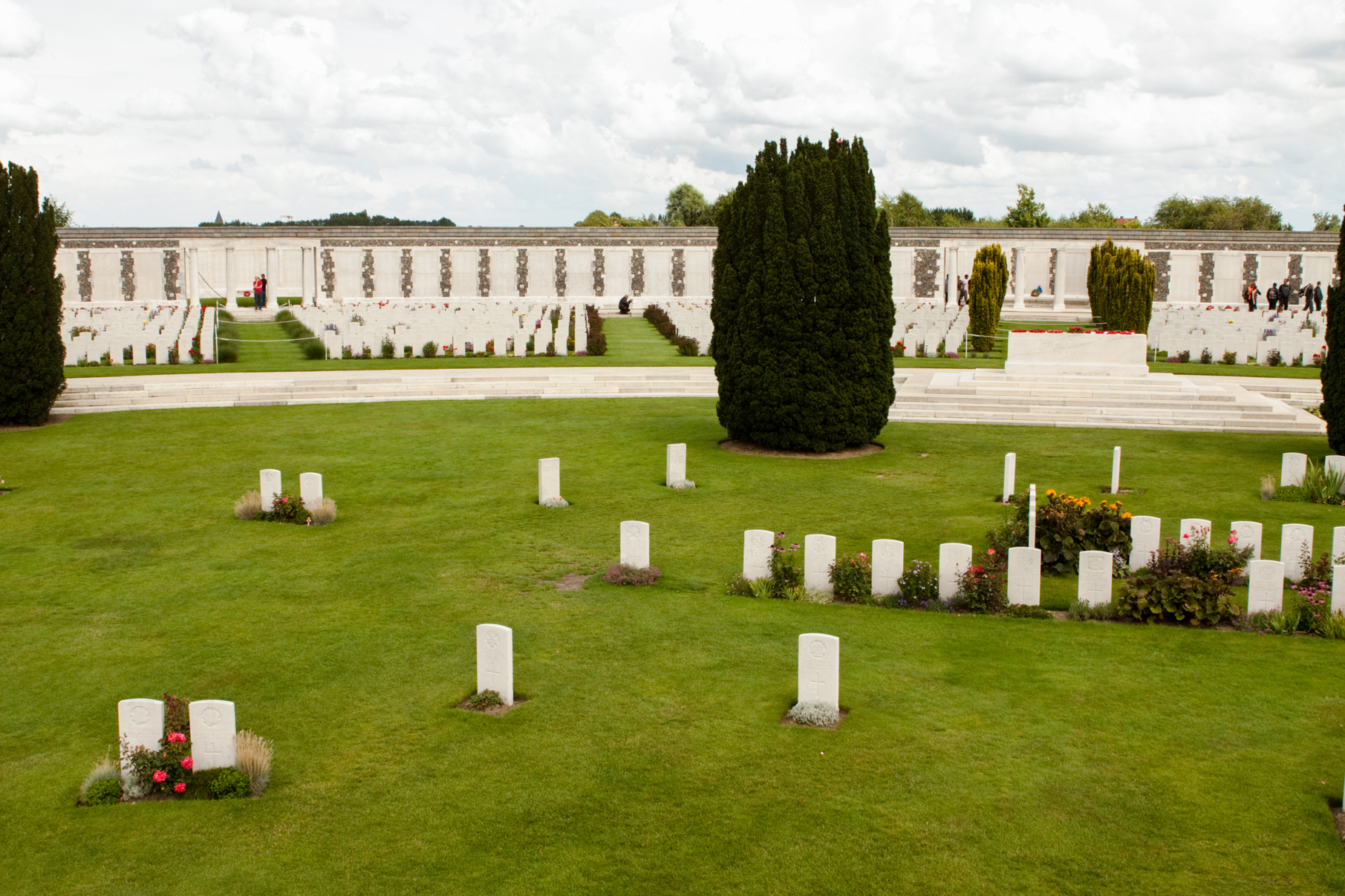
Centrale gedeelte
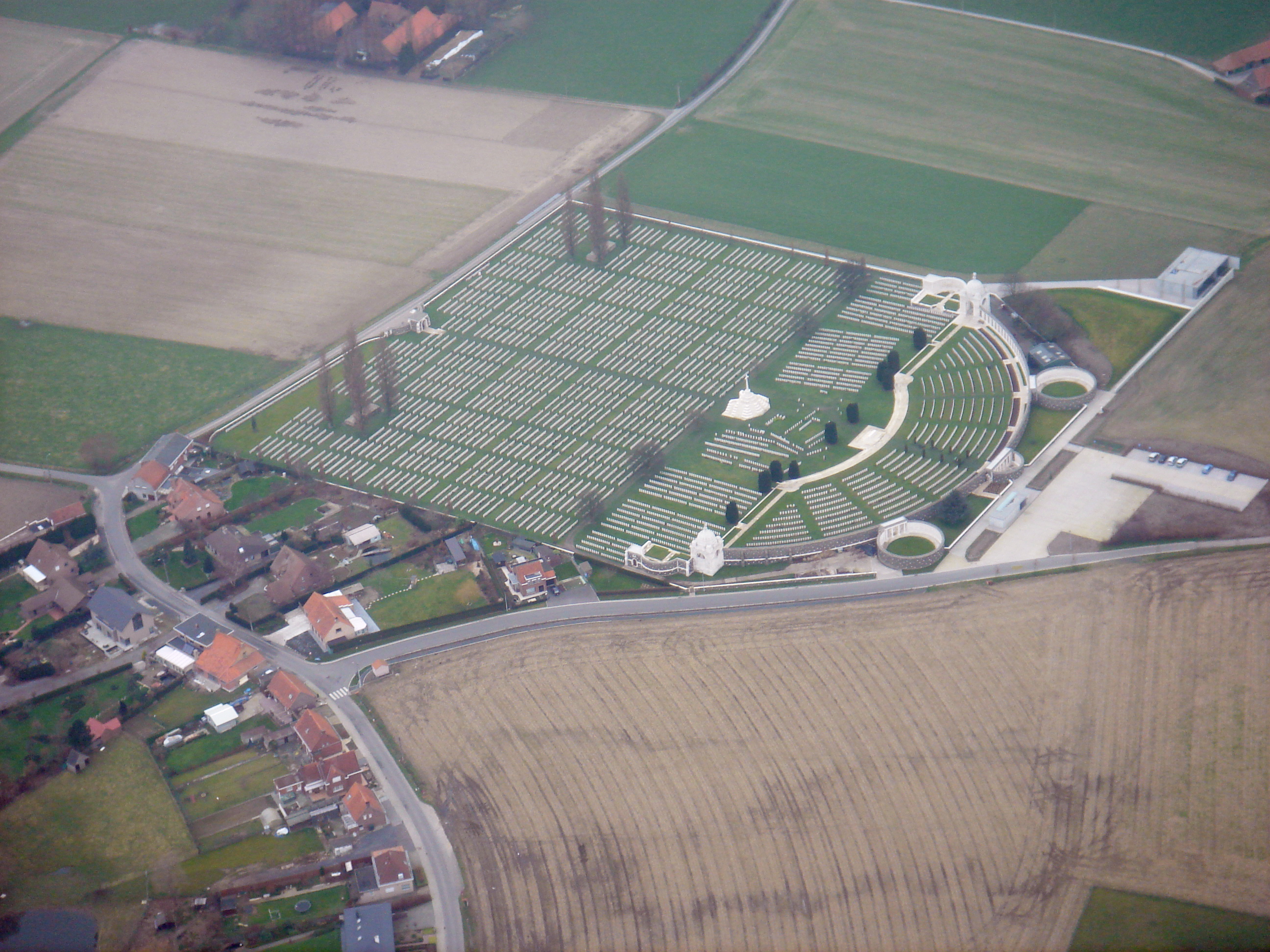
Tyne Cot vanuit de lucht